# Vessel (відеогра)
Vessel (укр. Судно)— це гра заснована на фізиці платформер головоломка в стилі стімпанк, розроблена Strange Loop Games і опублікована indiePub. Вона була випущена 1 березня 2012 року для Microsoft Windows, 10 грудня 2012 року для Linux, 11 березня 2014 для PlayStation 3 і 7 січня 2013 для macOS.

## Сюжет
Головний герой гри — М. Аркрайт, винахідник, який створює робот-автомат з рідкого складу під назвою Флюро (англ. Fluro). Він створює цей автомат, щоб виконувати трудомісткі завдання ефективніше за людину. Однак Флюро починають виходити з-під контролю чим спричиняють збої в роботі фабрик.
Щоб повернути фабрики до працездатного стану, Аркрайт повинен подорожувати світом гри та лагодити зламані частини заводів. На додаток до створення автомата Флюро, він створює Насіння, які є невеликими пристроями, які дозволяють йому контролювати рідину поблизу нього та перетворювати насіння і рідину на Флюро. Цей щойно створений Флюро можна використовувати для лагодження обладнання, впливаючи на те куди йти та що робити.

## Геймплей

М. Аркрайт розбризкує воду у лаво-Флюро зі свого пістолета.

Vessel — це головоломка-платформер, яка навчає та розкриває свою механіку під час проходження гри. Використовуючи багато різних форм рідини, як-от воду чи лаву, гравець створює Флюро, щоб виконувати такі дії, як активація перемикачів, пересування шестерень і рухання важелів. Гравець також може використовувати рідинний пістолет М. Аркрайта, щоб розпилювати рідину на перемикачі, які потрібно активувати. Для областей, до яких гравець не може дістатися, можна створити Fluro з доступної рідини на рівні та відправити туди щойно створеного Флюро.
Оскільки Флуро є автоматами, вони мають власні звички та здібності. Одних приваблює світло, а інших темрява. Подібні міркування є ключовими для проходження рівня, оскільки гравець повинен впливати на Флюро, щоб вони робили те, що вони хочуть.

## Розробка

### Команда
Strange Loop Games — це компанія, заснована двома програмістами: Джоном Краєвським і Мартіном Фарреном. Обидва колишні робітники Electronic Arts, вони пішли, щоб продовжити створення ігор з новою та цікавою ігровою механікою, замість високоякісної графіки. До команди Vessel входили Міленко Туньїч, арт-директор, і Марк Філіппеллі, провідний художник. Обидва відповідають за створення візуальної складової світу Vessel. Крім того, під керівництвом аудіо-режисера Леонарда Пола та аудіо-програміста Кірана Лорда, всю музику написав музикант, що займається електронною музикою, Джон Гопкінс.

### Технології
Сама гра в основному складається з спеціального рушія фізики рідин, а також музичного рушія та штучного інтелекту. Фізичний рушій складається з окремих частинок, які чинять тиск одна на одну, а також враховує поверхневий натяг і в’язкість. Створені форми рідини також підсвічуються за допомогою алгоритму кластеризації, який додає до рідини точкове світло залежно від того, наскільки щільна розташована група частинок. Механізм штучного інтелекту працює в поєднанні з індивідуальною фізикою частинок рідин у грі. Vessel використовує спеціально розроблений рушій, який спеціалізується на фізиці та симуляції рідин.

### Художній стиль
Vessel зроблено у 2,5D стилі. Він візуалізує світ стімпанку та дозволяє гравцеві подивитися на машину в грі, побачити всі її компоненти та те, як вона функціонує. Це допомагає гравцеві дізнатися, що йому потрібно робити на рівні, та як полагодити техніку.

### Звук
Музика створена Джоном Хопкінсом, наростає, коли ви просуваєтеся до вирішення певної головоломки. Після першого запуску головоломки музика звучить плавно та відходить на задній план. Коли гравець починає розгадувати головоломку, музика стає дедалі складнішою, додаючи барабани та бас. Коли рівень буде завершений, грає повна музичний трек. Гра містить 7 треків з альбому Хопкінса 2009 року Insides (включно з однойменним треком Vessel ) і три з його альбому Contact Note.
Звук Vessel був темою доповіді на Конференції розробників ігор (англ. Game Developers Conference) у 2012 році. Леонард Дж. Пол, звуковий директор гри, обговорив її звуковий дизайн і реалізацію. Використовуючи FMOD, Lua та C++. У грі використовуються такі методи, як гранулярний синтез, субтрактивний синтез, багаторівневе секвенування, спектральне накладання, модуляція LFO та асиметричні петлі.

## Відгуки
Vessel отримав загалом схвальні відгуки з моменту свого випуску, з рейтингом 81 зі 100 на Metacritic, на основі 25 відгуків критиків. І 7.8 від гравців.